# Transcendentno število
Transcendéntno števílo je vsako kompleksno število, ki ni algebrsko, oziroma ni rešitev nobene polinomske enačbe oblike:
{\displaystyle a_{n}x^{n}+a_{n-1}x^{n-1}+\ldots +a_{1}x^{1}+a_{0}x^{0}=0\!\,,}
kjer je n > 0 in so koeficienti ai cela števila (ali enakovredno racionalna števila), ne vsa enaka 0.
Množica algebrskih števil je števna, medtem ko je množica vseh realnih števil neštevna. To nakazuje, da je tudi množica vseh transcendentnih števil neštevna, tako da je v resnici veliko več transcendentnih števil kot pa algebrskih. Vseeno pa poznamo le nekaj razredov transcendentnih števil in je dokazovanje ali je dano število transcendentno skrajno težko. Tudi druga značilnost normalnosti nekega števila lahko pomaga določiti ali je transcendentno. Vsako transcendentno število je hkrati tudi iracionalno, saj je racionalno število po definiciji algebrsko število stopnje 1.

## Zgodovina
Ime »transcendentna števila« je izbral Leibniz v svojem članku iz leta 1682, kjer je dokazal, da funkcija sin x ni algebrska funkcija argumenta x. Euler je bil verjetno prvi, ki je definiral transcendentna števila v sodobnem smislu. V letu 1748 je v delu Uvod v neskončno analizo (Introductio in analysin infinitorum) trdil, da je logaritem števila b z osnovo a (a in b sta racionalna) ali iracionalno število ali ni koren, ker »{\displaystyle a{\sqrt {n}}=b} ne more veljati.«
Lambert je, opirajoč se na Eulerjevo delo, leta 1761 dokazal, da za racionalni x, števili {\displaystyle e^{x}} in tg x ne moreta biti racionalni. S tem je pokazal, da sta posebej e in π iracionalni. V svojem članku iz leta 1761 je domneval, da sta števili e in π obe transcendentni. Euler je leta 1775 nakazal možnost, da je π morda transcendentno število. Legendre je leta 1794 pokazal, da je {\displaystyle \pi ^{2}} in s tem π iracionalno število. Izrazil je tudi domnevo da je π transcendentno število.
Obstoj transcendentnih števil je prvi dokazal leta 1844 Liouville, ki je predložil zglede, kot je Liouvillova konstanta:
{\displaystyle \sum _{k=1}^{\infty }10^{-k!}=0{,}110001000000000000000001000...\!\,,}
kjer je n-ta števka za decimalno vejico 1, če je n= m! (tj. fakulteta, na primer 1=1!, 2=2!, 6=3!, 24=4! itn.), drugače pa 0. Liouville je pokazal, da je konstanta vrsta Liouvillovega števila, kar dejansko pomeni, da jo z racionalnimi števili aproksimiramo točneje kot pa druga algebrska števila. Liouville je pokazal tudi, da so vsa Liouvillova števila transcendentna.
Prvo število, za katerega je leta 1873 Hermite dokazal, da je transcendentno, je bilo število e. Cantor je leta 1874 našel zgoraj opisan dokaz o neskončnosti transcendentnih števil. Tega leta je objavil tudi svoj prvi dokaz o obstoju transcendentnih števil, ki ga imajo nekateri zmotno le za eksistenčnega, ne pa tudi za konstruktivnega, čeprav je možno po njem tvoriti poljubno mnogo različnih transcendentnih števil.
Lindemann je leta 1882 s pomočjo Hermitove metode iz leta 1873 dokazal Lambertovo in Legendrovo domnevo in objavil dokaz, da je število π transcendentno. Najprej je pokazal, da je za neničelni algebrski a število {\displaystyle e^{a}} transcendentno, in, ker je {\displaystyle e^{i\pi }=-1} algebrsko število, morata biti iπ in π transcendentni števili. Ta pristop je posplošil Weierstrass v Lindemann-Weierstrassov izrek. Odkritje transcendentnih števil je omogočilo dokaz nemožnosti nekaj starodavnih geometrijskih problemov, kot so konstrukcije z ravnilom in šestilom. Najbolj znamenit med njimi, kvadratura kroga je nemogoč, ker je π transcendentno število.
Hilbert je leta 1900 podal vprašanje o transcendentnih številih, 7. problem v svojem seznamu: če je a algebrsko število, različno od 0 ali 1, in b iracionalno algebrsko število, ali je število {\displaystyle a^{b}\,} nujno transcendentno? Pritrdilni odgovor na njegov problem sta leta 1934 in 1935 neodvisno našla Gelfond in Schneider (Gelfond-Schneiderjev izrek). Baker je leta 1966 dokazal Gelfondovo domnevo v splošnem.

## Zgledi transcendentnih števil
Nekaj števil, za katera vemo, da so transcendentna:
- {\displaystyle e^{a}\!\,} za algebrski (racionalni) {\displaystyle a\neq 0} (Lindemann-Weierstrassov izrek).
  - {\displaystyle e\,}, {\displaystyle e^{2}\,}, {\displaystyle e^{\frac {1}{42}}\,}, ...
- π = 3{,}141592653589793238462643383279 ..., (OEIS A000796)) (Lindemann-Weierstrassov izrek).
- {\displaystyle {\sqrt {\pi }}\,}, {\displaystyle 2\pi +1\!\,}, ...
- {\displaystyle e^{\sqrt {2}}\,}, {\displaystyle e^{\Phi }\,} ({\displaystyle \Phi \,} število zlatega reza), {\displaystyle i^{i}=e^{-\pi /2}\,}, {\displaystyle e^{i\pi {\sqrt {2}}}\,}, ...
- {\displaystyle e^{\pi {\sqrt {d}}},d\in \mathbb {Z} ^{+}\!\,} (Nesterenko, 1999). Pri {\displaystyle d=1\,} je število Gelfondova konstanta.
  - {\displaystyle e^{\pi }=23{,}140692632779269005729086367948...\!\,} (Gelfondova konstanta, (OEIS A039661)).
  - {\displaystyle e^{\pi {\sqrt {163}}}=262537412640768743{,}999999999999250072597198185688...\!\,} (Ramanudžanova konstanta, (OEIS A060295)).
- {\displaystyle \pi e^{\pi }=72{,}698629974118802527264630979172...\!\,},
- {\displaystyle a^{b}\,} za algebrski {\displaystyle a\neq 0\land 1\,} in algebrski iracionalni b. Splošni primer 7. Hilbertovega problema o določitvi ali je {\displaystyle a^{b}\!\,} transcendenten  dokazuje Gelfond-Schneiderjev izrek. Omejitev, da je b iracionalen, je pomembna, saj je lahko videti, da je {\displaystyle a^{b}\!\,} algebrski pri algebrskem a in racionalnem b.
  - {\displaystyle 2^{\sqrt {2}}=2{,}6651441426902251886502972498731...\!\,} (Gelfond-Schneiderjeva konstanta (Hilbertovo število), (OEIS A007507)).
  - {\displaystyle {\sqrt {2}}^{\sqrt {2}}={\sqrt {2^{\sqrt {2}}}}=1{,}6325269194381528447734953810247...\!\,}, (OEIS A078333).
  - {\displaystyle {\sqrt {2}}^{e}\,}, {\displaystyle {\sqrt {2}}^{\pi }\,}, {\displaystyle 2^{e}\,}.
  - {\displaystyle 2^{\pi }=8{,}824977827076287623856429604208...\!\,}, (OEIS A217459).
  - {\displaystyle 2^{\pi {\sqrt {2}}}=21{,}749087054377458334099208266011...\!\,}, (OEIS A217458), ...
- sin a, cos a, tg a in njihovi multiplikativni inverzi csc a, sec a in ctg a za algebrski {\displaystyle a\neq 0\,} (Lindemann-Weierstrassov izrek).
  - sin 1, {\displaystyle \sin {\sqrt {2}}\,}, ...
- ln a za algebrski {\displaystyle a\neq 0\land 1\,} (Lindemann-Weierstrassov izrek).
  - {\displaystyle \ln 2=0{,}693147180559945309417232121458...\!\,}, (OEIS A002162).
- {\displaystyle \ln 3/\ln 2=1{,}5849625007211561814537389439478...\!\,}.
- {\displaystyle \pi +\log 2+{\sqrt {2}}\log 3\!\,}.
- {\displaystyle \pi +e^{\pi }=26{,}282285286369062244191729751228...\!\,},
- univerzalna parabolična konstanta {\displaystyle P_{2}=\ln(1+{\sqrt {2}})+{\sqrt {2}}=2,295587149392638074034298049189...\!\,}, (OEIS A103710) (Lindemann-Weierstrassov izrek).
- W(a) za algebrski {\displaystyle a\neq 0\,} (Lindemann-Weierstrassov izrek).
  - {\displaystyle \operatorname {W} (1)\equiv \Omega ={\frac {1}{\displaystyle \int _{-\infty }^{\infty }{\frac {{\rm {d}}x}{(e^{x}-x)^{2}+\pi ^{2}}}}}-1=0{,}567143290409783872999968662210...\!\,} (konstanta Ω, (OEIS A030178)).
- {\displaystyle \Gamma (1/3)\,}, {\displaystyle \Gamma (1/4)\,} in {\displaystyle \Gamma (1/6)\,} (glej funkcija Γ).
- {\displaystyle \Omega _{F}=0{,}0078749969978123844...\!\,} Chaitinova konstanta, (OEIS A100264).
- {\displaystyle \sum _{k=0}^{\infty }10^{-\lfloor \beta ^{k}\rfloor };\quad \beta >1\;,} kjer je {\displaystyle \beta \mapsto \lfloor \beta \rfloor } največje celo število manjše ali enako β (spodnji celi del). 
  - Na primer, če je β = 2, je to število {\displaystyle M=\sum _{k=0}^{\infty }{\frac {1}{2^{2^{k}}}}=0,1010001000000010000000000000001000...\!\,} (Kempner-Mahlerjevo število, (OEIS A036987)).
- Prouhet-Thue-Morsejeva konstanta {\displaystyle \tau \,} (Mahler, 1929).
- Champernownova konstanta, {\displaystyle C_{10}=0{,}1234567891011121314151617...\!\,}, (OEIS A033307) (Mahler, 1937).
- Komornik-Loretijeva konstanta {\displaystyle q=1{,}787231650182965933013274890337...\!\,}, (OEIS A055060).
- Gaussova konstanta {\displaystyle G=0{,}834626841674073186281429732799...\!\,}, (OEIS A014549).

## Možna transcendentna števila
- vsote, produkti, potence, itd. števila π in e, razen Gelfondove konstante {\displaystyle e^{\pi }\,}
  - {\displaystyle \pi +e\,}, {\displaystyle \pi -e\,}, {\displaystyle \pi e\,} , {\displaystyle \pi /e\,}, {\displaystyle \pi ^{\pi }\,}, {\displaystyle e^{e}\,}, {\displaystyle \pi ^{e}\,}, {\displaystyle \pi ^{\sqrt {2}}\,}, {\displaystyle e^{{\pi }^{2}}\,}.
- {\displaystyle e^{\gamma }\!\,}, ({\displaystyle \gamma \!\,} Euler-Mascheronijeva konstanta, za katero sicer ne vemo niti ali je iracionalna).
- Catalanova konstanta, tudi ni znano ali je iracionalna.
- Riemannova funkcija ζ za liha cela števila
  - Apéryjeva konstanta ζ(3) (za katero je Apéry dokazal, da je iracionalna)
  - ζ(5), ζ(7), ... (ni znano ali so iracionalna).
- Feigenbaumovi konstanti {\displaystyle \delta } in {\displaystyle \alpha }.

Domneve:
- Schanuelova domneva
- domneva štirih eksponentov

## Mahlerjeva razvrstitev
Mahler je leta 1932 razdelil transcendentna števila v 3 razrede in jih imenoval S, T in U. Definicija teh razredov izhaja iz razširitve predstave Liouvillovega števila.
Število e je vrste S. Znano je, da število π ni vrste U. Tudi za mnogo drugih znanih transcendentnih števil ni znana razvrstitev po Mahlerju.

### Koksmajeva enakovredna razvrstitev
Koksma je leta 1939 predlagal drugo razvrstitev na podlagi aproksimacije algebrskih števil. Koksmajeva in Mahlerjeva razvrstitev sta enakovredni v smislu, da ravzrščata transcendentna števila v enake razrede.